# Bardufoss
Bardufoss è una cittadina di circa 2.200 abitanti nel comune di Målselv, contea di Troms, in Norvegia settentrionale.

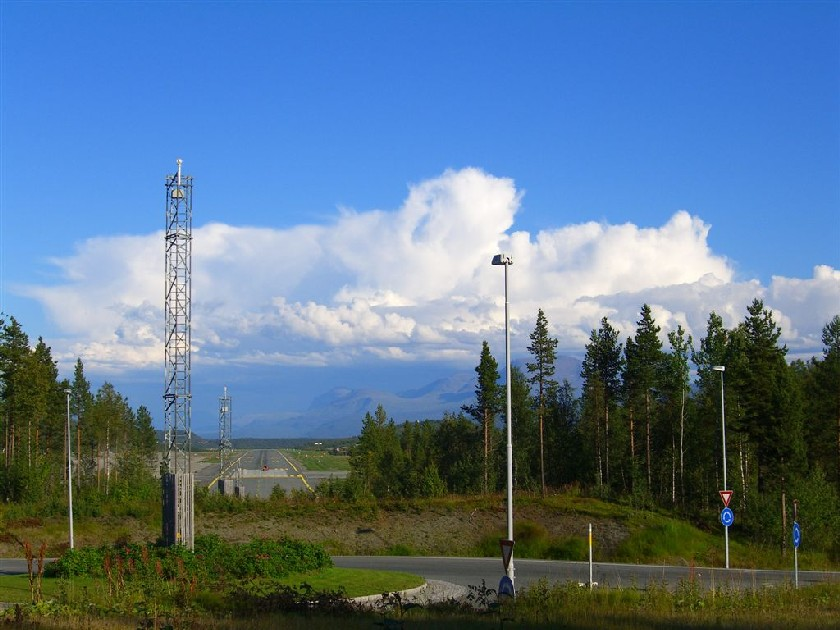
Aeroporto di Bardufoss, pista

Bardufoss si trova nella valle del Målselvdalen, a nord di Narvik ed a sud di Tromsø. La cittadina ha un aeroporto civile e militare, la Stazione Aerea di Bardufoss, che consente l'atterraggio a bombardieri, caccia quali gli F-16 ed altri velivoli di grandi dimensioni. Bardufoss inoltre ospita la Sesta Divisione dell'Esercito Norvegese. Una delle strade della cittadina è stata intitolata General Fleischers Veg in onore di Carl Gustav Fleischer.
Benché non sia lontana dalla costa, Bardufoss e la valle del Målselvdalen sono note per il loro clima continentale, con inverni più freddi delle aree costiere, anche se meno umidi e ventosi. Se nevicate abbondanti si verificano di inverno, il clima estive è più caldo che a Tromsø.
Le foreste naturali di Bardufoss sono composte da Betula pubescens, pino silvestre, pioppo tremulo e ontano bianco. L'abete rosso è stato introdotto intorno alla metà del ventesimo secolo, per consentire la produzione di legname.